# Web Entertainment
La Web Entertainment è un'etichetta discografica statunitense, con base a Detroit.
Guidata dai Bass Brothers, è nota per aver prodotto gli album di Eminem Infinite (1996) e The Slim Shady EP (1997), prima che il rapper firmasse per la Aftermath Entertainment di Dr. Dre. La Web Entertainment è stata citata sugli album di Eminem dal 1999 in poi, poiché i Bass Brothers hanno contribuito alla produzione di alcune tracce.